# Orthia lethe
Orthia lethe là một loài bướm đêm trong họ Noctuidae.